# Veronica Rehn-Kivi
Veronica Rehn-Kivi, född 10 februari 1956 är en finländsk politiker för Svenska folkpartiet, dotter till tidigare försvarsminister Elisabeth Rehn. Liksom sin mor är hon engagerad i jämställdhetsfrågor och kvinnors situation. Hon tog över Carl Haglunds plats i Finlands riksdag sommaren 2016. Haglund fick lämna sitt uppdrag sedan han hade fått arbete i ett kinesiskt biobränsleföretag.

## Biografi

### Karriär
Hon är utbildad arkitekt och arbetade som chef för byggavdelningen i Esbo. Hon fick ta tjänstledigt från det när hon blev riksdagsledamot, men hon behöll sin post som stadsfullmäktiges ordförande i Grankulla, en post hon fick efter valet 2015. Hon hade då varit ledamot i kommunfullmäktige (stadsfullmäktige) sedan 1997. År 2023 lämnade hon sitt riksdagsuppdrag för att få mer tid till kommunpolitiken.

## Personligt
Rehn-Kivi är gift med Timo Kivi. De har tre barn.